# Folkorabel
Folkorabel je druhé album polsko-ukrajinské hudební skupiny Enej, vydané 12. listopadu 2010 pod vydavatelstvím Lou Rocked Boys. K promu alba byl natočen videoklip k písni „Państwo B” a také vydány singly „Radio Hello“, „Pan Babilon“, „Hermetyczny Świat“ a „Rahela“.
Album se umístilo na 15. místě v seznamu OLiS. Dne 2. října 2011 skupina obdržela od Sławka "Melona" Świdurského z vydavatelství Lou & Rocked Boys zlatou desku.

## Seznam stop
1. „Radio Hello”
2. „Państwo B”
3. „Pan babilon”
4. „Kuba Gang”
5. „Hermetyczny Świat”
6. „Ballada o pewnej podróży”
7. „Rahela”
8. „Daleki Jasni Zori”
9. „Myla Moja”
10. „Bolero Trumpet”
11. „Ludzie wolnej ziemi”
12. „Coppernicana”